# Prix Paul-Bastard
Le prix Paul-Bastard est une course hippique de trot monté qui se déroule au mois de février sur l'hippodrome de Vincennes à Paris.
C'est une course de Groupe II réservée aux chevaux de 5 ans, hongres exclus, ayant gagné au moins 32 000 €.
Elle se court sur la distance de 2 700 mètres (grande piste). L'allocation s'élève à 120 000 €, dont 54 000 € pour le vainqueur.
Créée en 1948, prenant alors dans le calendrier la place du prix d'Angers aux conditions similaires, la course honore la mémoire de Paul Bastard, membre du comité de la Société d'encouragement pour l'amélioration du cheval français du demi-sang au début du XXe siècle, propriétaire-éleveur à Fontaine-Henry, dans le Calvados.

## Palmarès depuis 1956
| Année | Vainqueur          | Père               | Jockey                    | Entraîneur              | Distance | Réd.km |
| ----- | ------------------ | ------------------ | ------------------------- | ----------------------- | -------- | ------ |
| 2025  | Kyt Kat            | Booster Winner     | Mathieu Mottier           | Thomas Levesque         | 2 700 m  | 1'14"  |
| 2024  | Jean Balthazar     | Alto de Viette     | Benjamin Rochard          | Pascal Castel           | 2 700 m  | 1'12"9 |
| 2023  | Inshore            | Réal de Lou        | Alexandre Abrivard        | Laurent-Claude Abrivard | 2 700 m  | 1'12"8 |
| 2022  | Hirondelle du Rib  | Rolling d'Héripré  | Jean-Loïc-Claude Dersoir  | Joël Hallais            | 2 700 m  | 1'13"5 |
| 2021  | Grâce de Fael      | Sam Bourbon        | Matthieu Abrivard         | Thierry Duvaldestin     | 2 700 m  | 1'11"9 |
| 2020  | Flèche Bourbon     | Saxo de Vandel     | Alexandre Abrivard        | Sébastien Guarato       | 2 700 m  | 1'13"1 |
| 2019  | Exotica de Retz    | Prodigious         | Delphine Beaufils-Ernault | Sébastien Ernault       | 2 700 m  | 1'13"4 |
| 2018  | Dexter Fromentro   | Qwerty             | Camille Levesque          | Thomas Levesque         | 2 700 m  | 1'14"4 |
| 2017  | Canadien d'Am      | Ready Cash         | Mathieu Mottier           | Franck Leblanc          | 2 700 m  | 1'14"3 |
| 2016  | Bilibili           | Niky               | Alexandre Abrivard        | Laurent-Claude Abrivard | 2 700 m  | 1'13"9 |
| 2015  | Astor du Quenne    | Opus Viervil       | Éric Raffin               | Sébastien Guarato       | 2 700 m  | 1'14"9 |
| 2014  | Vision Intense     | Prodigious         | Nathalie Henry            | Philippe Moulin         | 2 700 m  | 1'14"8 |
| 2013  | Unikaranes         | Montecatini        | Alexandre Abrivard        | Laurent-Claude Abrivard | 2 700 m  | 1'14"7 |
| 2012  | Trotting Race      | Goetmals Wood      | Nathalie Henry            | Jean Baudron            | 2 700 m  | 1'17"  |
| 2011  | Singalo            | Goetmals Wood      | Éric Raffin               | Louis Baudron           | 2 700 m  | 1'13"5 |
| 2010  | Rombaldi           | Lulo Josselyn      | Matthieu Abrivard         | Jean-Luc Dersoir        | 2 700 m  | 1'14"3 |
| 2009  | Quita d'Éronville  | Quito de Talonay   | Éric Raffin               | Philippe Bengala        | 2 700 m  | 1'16"4 |
| 2008  | Paola de Lou       | Podosis            | Matthieu Abrivard         | Laurent-Claude Abrivard | 2 175 m  | 1'13"9 |
| 2007  | Ouatine d'Ostal    | Fleuron Perrine    | Maxime Bézier             | Maxime Bézier           | 2 175 m  | 1'13"1 |
| 2006  | Nobilis Jiel       | Gai Brillant       | Julien Raffestin          | Jean-Luc Dersoir        | 2 175 m  | 1'14"4 |
| 2005  | Mamaora            | Extreme Dream      | Éric Raffin               | Michèle Stihl           | 2 175 m  | 1'13"8 |
| 2004  | Latinus            | Carnaval           | Jean-Loïc-Claude Dersoir  | Joël Hallais            | 2 175 m  | 1'13"8 |
| 2003  | Kérido du Donjon   | Coktail Jet        | Michel Lenoir             | Jean-Luc Janvier        | 2 175 m  | 1'14"8 |
| 2002  | Jolie Colline      | Alpha Barbés       | Michel Lenoir             | Jacques Bruneau         | 2 175 m  | 1'14"9 |
| 2001  | Inopaline          | Quiton du Coral    | Jean-Pierre Thomain       | Joël Hallais            | 2 175 m  | 1'16"  |
| 2000  | Honneur de France  | Tipouf             | Laurent-Claude Abrivard   | Laurent-Claude Abrivard | 2 175 m  | 1'16"7 |
| 1999  | Gina du Martellier | Off Gy             | Franck Nivard             | Jean-Baptiste Bossuet   | 2 175 m  | 1'17"  |
| 1998  | Fan Quick          | And Arifant        | Laurent-Claude Abrivard   | Laurent-Claude Abrivard | 2 175 m  | 1'15"8 |
| 1997  | Éclair du Pam      | Opus Dei           | Michel Lenoir             | Nicolas Roussel         | 2 175 m  | 1'16"8 |
| 1996  | Don Paulo          | Hurgo              | Philippe Gillot           | Marie-Dominique Fairand | 2 175 m  | 1'17"3 |
| 1995  | Courlis du Pont    | Opus Dei           | Philippe Békaert          | Ulf Nordin              | 2 175 m  | 1'17"1 |
| 1994  | Bella Kadesh       | Quarisso           | Pascal-André Geslin       | Jean-Baptiste Bossuet   | 2 175 m  | 1'17"9 |
| 1993  | Alpha Barbés       | Neric Barbés       | Jean-Philippe Mary        | Christian Bigeon        | 2 275 m  | 1'17"  |
| 1992  | Vanneau            | Marpheulin         | Philippe Békaert          | Paul Viel               | 2 300 m  | 1'17"3 |
| 1991  | Uno Atout          | Istraéki           | Jean-Marie Monclin        | Paul Billon             | 2 300 m  | 1'18"  |
| 1990  | Triomphe de Rozoy  | Chambon P          | Philippe Békaert          | Gilles Baudron          | 2 300 m  | 1'19"6 |
| 1989  | Sem Kervaden       | Haut de Bellouet   | Paul Delanoë              | Paul Delanoë            | 2 300 m  | 1'17"3 |
| 1988  | Reine du Corta     | Ura                | Michel Lenoir             | Alain Roussel           | 2 300 m  | 1'19"3 |
| 1987  | Qualifié           | Hajacques de Chenu | Alain Laurent             | Marcel Nivelet          | 2 300 m  | 1'18"5 |
| 1986  | Potin d'Amour      | Chambon P          | Yves Dreux                | Jan Kruithof            | 2 300 m  | 1'22"1 |
| 1985  | Ovidius Copais     | Vasco              | Jean-Claude Hallais       | Jean-Claude Hallais     | 2 300 m  | 1'19"2 |
| 1984  | Neufbourg          | Bill D - Contree   | Jean-Claude Hallais       | Roger Baudron           | 2 250 m  | 1'19"3 |
| 1983  | Mirande du Cadran  | Sabi Pas           | Pierre Levesque           | Henri Levesque          | 2 250 m  | 1'19"4 |
| 1982  | Le Loir            | Chambon P          | Alain Sionneau            | Albert Rayon            | 2 250 m  | 1'20"  |
| 1981  | Kivien             | Tony M             | Jean-Claude Hallais       | Jean-Claude Hallais     | 2 250 m  | 1'19"7 |
| 1980  | Jalinotte          | Calino             | Gérard Mascle             | Pascal Daulier          | 2 250 m  | 1'19"9 |
| 1979  | Idylle du Corta    | Quioco             | Michel Lenoir             | Alain Roussel           | 2 250 m  | 1'19"7 |
| 1978  | Hajacques de Chenu | Kerjacques         | Alain Sionneau            | Abel Pellerot           | 2 250 m  | 1'20"6 |
| 1977  | Gazon              | Quasipyl           | Gérard Mascle             | Gérard Mascle           | 2 350 m  | 1'19"2 |
| 1976  | Fanacques          | Kerjacques         | Louis Sauvé               | Georges Dreux           | 2 350 m  | 1'20"9 |
| 1975  | Ebbon              | Mick Ann           | René Fabre                |                         | 2 350 m  | 1'21"2 |
| 1974  | Dor                | Harol D III        | Alain Laurent             |                         | 2 350 m  | 1'20"6 |
| 1973  | Corlay             | Fandango           | Michel-Marcel Gougeon     |                         | 2 350 m  | 1'20"3 |
| 1972  | Borgia III         | Niky des Étangs    | Gérard Mascle             |                         | 2 350 m  | 1'20"7 |
| 1971  | Arbella            | Harold D III       | Gérard Mascle             |                         | 2 350 m  | 1'20"2 |
| 1970  | Vaïssa             | Écusson            | François Brohier          |                         | 2 350 m  | 1'22"8 |
| 1969  | Ulric              | Euripide           | Gérard Mascle             |                         | 2 350 m  | 1'20"5 |
| 1968  | Tabriz             | Feu Follet X       | Pierre Giffard            |                         | 2 350 m  | 1'18"7 |
| 1967  | Sissy III          |                    | Louis Sauvé               |                         | 2 350 m  | 1'21"4 |
| 1966  | Reder Kerveyer     | Écusson            | François Brohier          |                         | 2 350 m  | 1'20"5 |
| 1965  | Quérido II         | Fandango           | Jean Mary                 |                         | 2 350 m  | 1'21"4 |
| 1964  | Prince des Veys    | Fandango           | Jean Mary                 |                         | 2 350 m  | 1'21"1 |
| 1963  | Oraki              | Quiroga II         | Pierre Giffard            |                         | 2 350 m  |        |
| 1962  | Neyja              | Voronoff           | André-Louis Dreux         |                         | 2 350 m  | 1'22"6 |
| 1961  | Minarelle H        | Christiana         | Jean Mary                 |                         | 2 350 m  | 1'21"4 |
| 1960  | Loiron D           | Échec au Roi       | André-Louis Dreux         |                         | 2 350 m  | 1'21"6 |
| 1959  | Kueen Charmeuse    | Chambon            | Louis Sauvé               |                         | 2 350 m  | 1'22"1 |
| 1958  | Jutland II         | Courant d'Air II   | Bernard Simonard          |                         | 2 300 m  | 1'23"3 |
| 1957  | Idumée             | Atus II            | Patrick Céran-Maillard    |                         | 2 300 m  | 1'22"7 |
| 1956  | Haut Médoc LB      | Israël             | Jean Mary                 |                         | 2 300 m  | 1'23"8 |

## Sources
- Pour les conditions de course et les dernières années du palmarès : site de la SETF
- Pour les courses plus anciennes : archives des quotidiens  (Ouest-France, Sud-Ouest…)